# 古晉無鬚魮
古晉無鬚魮（学名：Puntius kuchingensis）是輻鰭魚綱鯉形目鯉科無鬚魮屬的一個種，該物種主要分布於亞洲馬來西亞沙勞越卡普阿斯河，棲息在中底層水域。

## 外部連結
- 古晉無鬚魮的圖片 （页面存档备份，存于）